# Angels Die Hard
Angels Die Hard è un film statunitense del 1970 diretto da Richard Compton.

## Trama
Una banda di motociclisti tentano di salvare la gente da una banda rivale nonostante gli sforzi dello sceriffo locale e della figlia.